# Saccella hedleyi
Saccella hedleyi är en musselart som först beskrevs av Fleming 1951.  Saccella hedleyi ingår i släktet Saccella och familjen tandmusslor. Inga underarter finns listade i Catalogue of Life.